# Rutertasslöpare
Rutertasslöpare (Demetrias monostigma) är en skalbaggsart som beskrevs av George Samouelle 1819. Rutertasslöpare ingår i släktet Demetrias, och familjen jordlöpare. Arten är reproducerande i Sverige.